# Juan Cámara
Juan del Carmen Cámara Mesa, né le 13 février 1994 à Jaén, est un footballeur espagnol. Il évolue au poste d'ailier.

## Carrière
Juan Cámara rejoint le FC Barcelone B en 2014. Il joue son premier match avec l'équipe première le 9 décembre 2015 en Ligue des champions contre le Bayer Leverkusen.

## Statistiques
| Saison                | Club                  | Championnat           | Championnat | Championnat | Coupe(s) nationale(s) | Coupe(s) nationale(s) | Compétition(s) continentale(s) | Compétition(s) continentale(s) | Compétition(s) continentale(s) | Total | Total |
| Saison                | Club                  | Division              | M.          | B.          | M.                    | B.                    | Comp.                          | M.                             | B.                             | M.    | B.    |
| 2011-2012             | Villarreal CF B       | Liga Adelante         | 1           | 0           | -                     | -                     | -                              | -                              | -                              | 1     | 0     |
| 2012-2013             | Villarreal CF B       | Segunda División B    | 33          | 6           | -                     | -                     | -                              | -                              | -                              | 33    | 6     |
| 2013-2014             | Villarreal CF B       | Segunda División B    | 36          | 9           | -                     | -                     | -                              | -                              | -                              | 36    | 9     |
| Sous-total            | Sous-total            | Sous-total            | 70          | 15          | -                     | -                     | -                              | -                              | -                              | 70    | 15    |
| 2014-2015             | FC Barcelone B        | Liga Adelante         | 30          | 6           | -                     | -                     | -                              | -                              | -                              | 30    | 6     |
| 2015-2016             | FC Barcelone B        | Liga Adelante         | 18          | 5           | -                     | -                     | -                              | -                              | -                              | 18    | 5     |
| 2015-2016             | FC Barcelone          | Liga BBVA             | 0           | 0           | 1                     | 0                     | C1                             | 1                              | 0                              | 2     | 0     |
| Sous-total            | Sous-total            | Sous-total            | 48          | 11          | 1                     | 0                     | -                              | 1                              | 0                              | 50    | 11    |
| Total sur la carrière | Total sur la carrière | Total sur la carrière | 118         | 26          | 1                     | 0                     | -                              | 1                              | 0                              | 120   | 26    |